# 863 Benkoela
A 863 Benkoela (ideiglenes jelöléssel 1917 BH) egy kisbolygó a Naprendszerben. Max Wolf fedezte fel 1917. február 9-én, Heidelbergben.